# إعصار دينس
ضرب إعصار دينيس المدمر العاصمة الكوبية هافانا في الساعات الأولى من صباح امس السبت ليقتلع اشجارا ويترك سكان المدينة البالغ عددهم 2,2 مليون نسمة في ظلام بعدما قتل في وقت سابق 32 شخصا بجنوب شرق كوبا وفي هاييتي.
وخفت قوة الاعصار بعد عبوره كوبا من الدرجة الرابعة الشرسة على مقياس «سفير-سيمبسون» المكون من 5 درجات إلى الدرجة الثانية الأقل خطرا لكن الرياح المصاحبة له البالغة سرعتها 180 كيلومترا في الساعة لا تزال تزمجر في الشوارع الخالية للعاصمة هافانا التي يعيش كثيرون من سكانها في مبان متهالكة.
وقال مقيمون بهافانا ان الاعصار اجتث اشجارا من فوق الأرض.
وقال المركز القومي الأمريكي للأعاصير في ميامي ان دينيس.. اقوى اعصار سجل في هذا الوقت المبكر في موسم العواصف بمنطقة المحيط الأطلسي.. استعاد قوته مرة أخرى يوم السبت لأنه مر على مياه دافئة مفتوحة.
وتم اخلاء الآلاف من السائحين والسكان من المناطق المعرضة للخطر وسلسلة الجزر المنخفضة عند الطرف الجنوبي لشبه جزيرة فلوريدا ويستعد كثيرون آخرون لمغادرة المنازل على طول شاطئ خليج الولايات المتحدة حيث يتوقع وصول دينيس مساء اليوم الأحد.
وقامت السلطات الكوبية بإجلاء أكثر من 600 الف شخص في مختلف انحاء البلاد مع اقتراب الاعصار من مدينة سينفوغوس الجنوبية. لكن الاجراءات التي تسمح عادة لكوبا بالخروج من ضربات الاعاصير بأقل الخسائر لم تفلح في منع مقتل عشرة أشخاص ليل الخميس الماضي.
وقال مسؤولون ان 15400 منزل من بين 20 الف منزل بالبلدات المجاورة دمرت أو تضررت. واظهرت لقطات تلفزيونية صفوفا من المنازل الخشبية المدمرة بسبب الاعصار.
وتسببت عواصف أخرى يوم الجمعة وصلت سرعتها إلى 240 كيلومترا في الساعة في حدوث اضرار كثيفة في سينفوغوس حيث انتقلت العاصفة إلى اليابسة.
وتسببت تلك الاعاصير في اقتلاع الأشجار وسقوط أسلاك الكهرباء لكن لم ترد أنباء حول وقوع اصابات هناك.
وفي جنوب هايتي لقي 15 شخصا حتفهم عندما تسبب ارتفاع المياه بأحد الانهار في انهيار جسر. وافاد عدد من المسؤولين ان إجمالي عدد القتلى في هايتي وصل إلى 22 شخصاً.